# The Sea Hound (seriado)

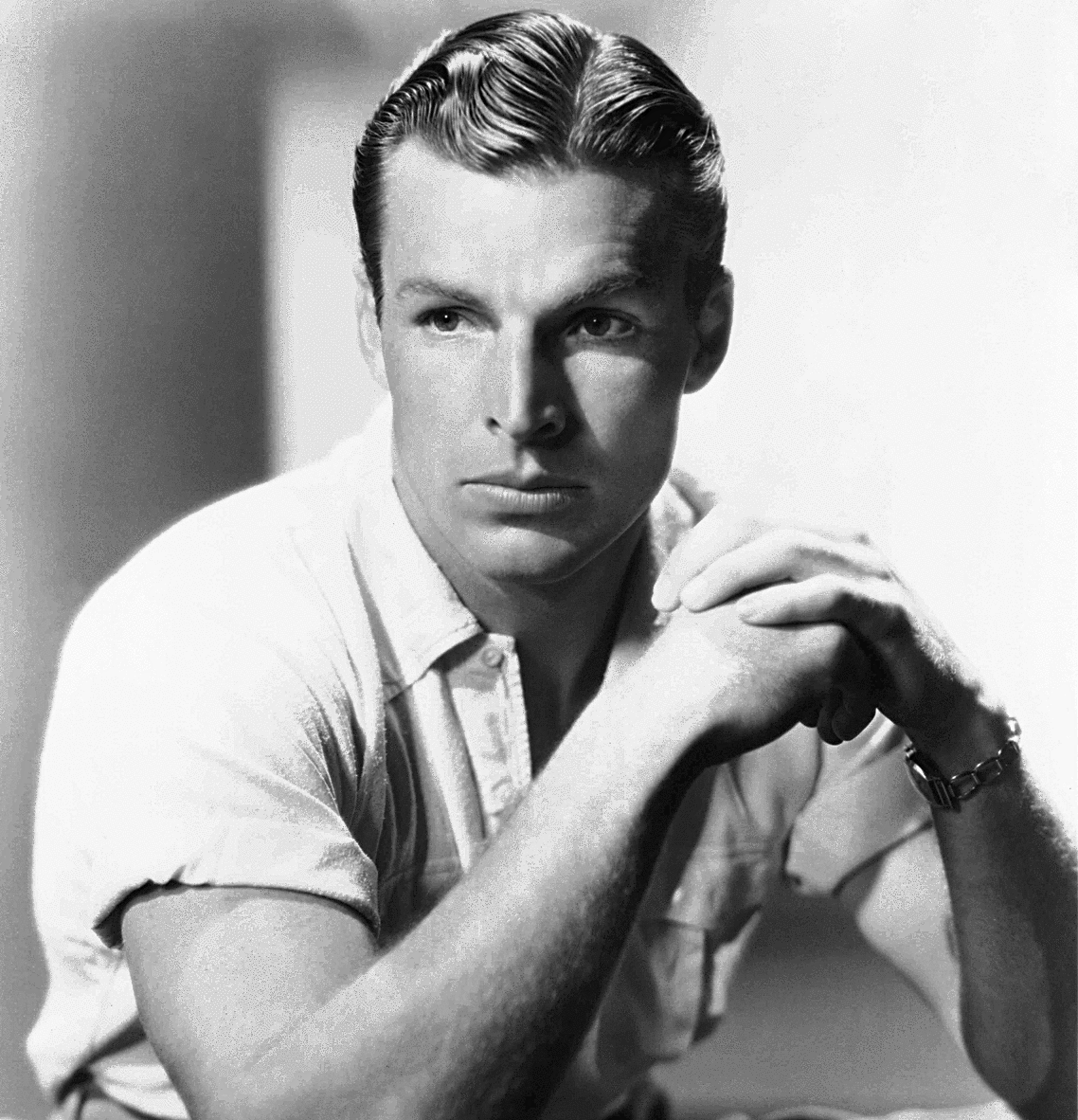
Buster Crabbe, um dos ídolos da natação estadunidense, anteriormente intérprete de Flash Gordon, Buck Rogers e Tarzan. estrelou este que seria seu primeiro seriado para a Columbia Pictures, no papel de Capitão Silver.

The Sea Hound é um seriado estadunidense de 1947, gênero aventura, dirigido por Walter B. Eason, Mack V. Wright e Sam Newfield, em 15 capítulos, estrelado por Buster Crabbe, Jimmy Lloyd e Pamela Blake. Foi produzido e distribuído pela Columbia Pictures, e veiculou nos cinemas estadunidenses a partir de 4 de setembro de 1947.
Foi o 34º entre os 57 seriados produzidos pela Columbia Pictures, e foi baseado no programa de rádio The Sea Hound.

## Sinopse
Capitão Silver e sua tripulação recebem um chamado proveniente da Oceania. Eles resgatam a tripulação de um iate que foi atacado por piratas e vão em busca de um tesouro perdido.

## Elenco
- Buster Crabbe … Capitão Silver
- Jimmy Lloyd … Tex
- Pamela Blake … Ann Whitney
- Ralph Hodges … Jerry
- Spencer Chan … "Cookie" Kukai
- Robert Barron … The Admiral
- Hugh Prosser … Stanley Rand
- Rick Vallin … Manila Pete
- Jack Ingram … Murdock

## Capítulos
1. Captain Silver Sails Again
2. Spanish Gold
3. The Mystery of the Map
4. Menaced by Ryaks
5. Captain Silver's Strategy
6. The Sea Hound at Bay
7. Rand's Treachery
8. In the Admiral's Lair
9. On the Water Wheel
10. On the Treasure Trail
11. The Sea Hound Attacked
12. Dangerous Waters
13. The Panther's Prey
14. The Fatal Double-cross
15. Captain Silver's Last Stand

Fonte:

## Detalhes da produção
Este foi o primeiro dos três seriados feitos por Buster Crabbe para a Columbia Pictures. Seus outros seriados foram para a Universal Pictures (seriados sobre Buck Rogers e Flash Gordon) e para a Sol Lesser Productions (seriado sobre Tarzan).
Baseado no seriado de rádio “Captain Silvers Log of The Sea Hound”, ouvido na Blue Network entre 1942 e 1944, na Mutual entre 1946 e 1947 e na ABC em 1948, e também no livro de histórias em quadrinhos (seis em quatro anos), que teve alguma demanda entre 1945 e 1949, e demanda atual entre os colecionadores da Golden Age dos seriados.

## Seriado no Brasil
The Sea Hound, sob o título “Terror dos Mares”, foi aprovado pela censura brasileira, de acordo com o Diário Oficial da União, em 28 de agosto de 1948, portanto, é provável que o seriado tenha estreado no país em 1948.